# Веригин, Пётр Васильевич
Пётр Васильевич Вери́гин (29 июня [11 июля] 1859, с. Славянка, Елизаветпольская губерния — 29 октября 1924, Британская Колумбия) — руководитель значительной части верующих-духоборов в Российской империи и Канаде в 1887—1924 годах.

## Биография
Пётр Васильевич Веригин родился в 1859 году в селе Славянка Елизаветпольской губернии (ныне — Кедабекский район Азербайджана), в богатой и влиятельной семье.
В начале 1880-х годов Славянку посетила Лукерья Васильевна Калмыкова (урождённая Губанова), тогдашняя руководительница закавказских духоборов, и предложила молодому Веригину работать у неё в духоборской штаб-квартире, так называемом «Сиротском доме» в селе Гореловка (Горелое) Тифлисской губернии (ныне — Ниноцминдский район Грузии). Веригин оставил свою жену в Славянке и прожил несколько лет в Сиротском доме как помощник и секретарь Лукерьи и командир духоборской милиции («казаков»).
Лукерья, вдова предшествующего главы духоборов, Петра Калмыкова, была бездетна и готовила преемника себе в лице Веригина. После её смерти в 1886 году в среде духоборов произошёл раскол: хотя большинство («Большая сторона») поддерживали кандидатуру Веригина, другие — включая старшее поколение духоборов («Малая сторона») — предпочли брата Лукерьи — Михаила Губанова.
В конце июня 1887 года руководитель Ахалкалакского уезда сообщил губернатору Тифлиса, что Веригин неожиданно вернулся в город Ахалкалаки без паспорта и попросил полицию разрешить посетить духоборцев. Его снова отправили в Славянку. Веригин позже связался с духоборцами села Гореловка через других посланников, а также по телеграфу, призвав их не подчиняться местному правительству и контролировать имущество Калмыковой.
В конечном итоге это привело к высылке 27-летнего Веригина с 1887 года в Шенкурск. Впоследствии его ссылка продлевалась на 5 лет в административном же порядке ещё дважды, а он сам был перемещён в места всё более удалённые: в 1890 году в Колу, и в 1894 году в Обдорск (ныне Салехард). В ссылке он ознакомился с учением Л. Толстого о непротивлении злу насилием и продолжал руководить своими сторонниками путём переписки и общения с посланцами духоборов, которые встречались с ним, нередко втайне от властей.
В 1898 году он написал «Декларацию братской жизни», которая много лет служила моральным кодексом его приверженцам. В этом «псалме» он сформулировал 10 правил, среди которых: любовь к Богу, понимаемому как «сила любви, сила жизни, которая дала начало всему существующему»; уважение друг друга и себя самих; любовь и восхищение всем существующим; уважение жизни и свободы всех людей; отвержение «всякой организации, установленной насилием»; вегетарианство.
Главным правилом общинной жизни должно было быть «чего себе не хочу, того не должен желать другому».
Когда духоборы выступили против военной службы в 1895 году и были сурово репрессированы, Веригин вместе с Толстым занялся проектом их эмиграции. Планы увенчались успехом, и в 1898—1899 годах около 7500 духоборов — более одной трети всех духоборов Закавказья — переселились в канадскую провинцию Саскачеван. Отбыв свой срок ссылки в 1903 году и увидевшись наконец со Львом Толстым, Веригин также прибыл в Канаду.
В 1905 году в ходе революции духоборские призывники, находившиеся в Якутии, были выпущены на свободу и также отбыли в Канаду. Веригин посетил Россию в 1906—1907 годах во главе духоборской делегации, в частности, для обсуждения предложения царского правительства о возвращении духоборов в Россию, на Алтай. Однако он сумел оценить обстановку в России и предвидеть, что оставаться в Канаде будет лучше для духоборов.
В 1908—1914 годах Веригин организовал переселение значительной части духоборов из Саскачевана в уединённые долины по берегам Колумбии и её притоков на юге провинции Британская Колумбия. Он погиб в 1924 году при невыясненных обстоятельствах в результате взрыва его железнодорожного вагона.